# Eduard Mörike
Eduard Mörike, né le 8 septembre 1804 à Louisbourg (électorat de Wurtemberg) et mort le 4 mars 1875 à Stuttgart, est un écrivain romantique wurtembergeois.

## Biographie
Son père, Karlos Friedrich Mörike, est le conseiller médical du district, et sa mère s'appelait Charlotte Bayern. Mörike fréquente l'école latine de Ludwigsburg et le séminaire à Bad Urach (1818). Il étudie ensuite la théologie au séminaire de Tübingen où il se lie d'amitié avec le théologien David Friedrich Strauss.
Il amorce une carrière ecclésiastique en devenant pasteur luthérien. En 1834, il est nommé curé de Cleversulzbach, petit bourg près de Weinsberg, et en 1851, après sa retraite anticipée pour raisons de santé, il devient professeur de littérature allemande au Katharinenstift de Stuttgart. Il occupe ce poste jusqu'à sa retraite en 1866, puis continue de vivre à Stuttgart jusqu'à sa mort. En politique, il est monarchiste et conservateur.
Il est l'auteur de sonnets d'amour et des romans Le Peintre Nolten (1832) et Le Voyage de Mozart à Prague (1855-1856).
Dans son poème Septembermorgen, l'auteur tente, à travers la description d'un paysage matinal, de se poser en intermédiaire pour réconcilier les hommes et la nature. Mörike s'apparente au mouvement littéraire allemand du Biedermeier, un romantisme du quotidien, loin de toute préoccupation métaphysique.
Un recueil de ses poèmes a été mis en musique par Hugo Wolf, recueil connu sous le nom de Mörike Lieder (composés en 1888, publiés en 1889).
En France, Histoire de Lau la Belle (Die schöne Lau, 1837) a été traduit par Armel Guerne, dans Les Romantiques allemands, Desclée de Brouwer, 1956 et 1963, rééd. Phébus, 2004. Est également paru Chant de Weyla et autres poèmes, un choix de ses poèmes, dans une traduction de Jean-Yves Masson, en septembre 2012, dans la collection de poésie de poche bilingue, « Orphée », que dirige Claude-Michel Cluny depuis 1989.

## Œuvres
- Le Peintre Nolten, trad. Louise Servicen, coll. "Bibliothèque de la Pléiade", 1973.
- Poèmes, trad. Nicolas Taubes, préface Jean-Marie Valentin, 609 p., Les Belles Lettres, coll. "Bibliothèque Allemande", 2010  (ISBN 9782251830018)
- Chant de Weyla et autres poèmes, trad. Jean-Yves Masson, 190 p., Éditions de la Différence, 2012.
- Le Voyage de Mozart à Prague, trad. Raymond Dhaleine, 112 p., Sillage, 2020.
- Le Lutin de Stuttgart, trad. Jean-Yves Masson, illus. Alfred Thon, 168 p., Éditions La Coopérative, 2020.